# Ramenskoje
Ramenskoje (rusky Раменское) je město v Moskevské oblasti v Rusku. Město se nachází asi 30 km jihovýchodně od Moskvy. Žije zde 106 264 obyvatel (2015). Status města obdrželo v roce 1926.
Od roku 1946 zde sídlí fotbalový klub FK Saturn Moskevská oblast.